# Lac Davignon
Lac Davignon är en sjö i Kanada.   Den ligger i regionen Estrie och provinsen Québec, i den sydöstra delen av landet, 230 km öster om huvudstaden Ottawa. Lac Davignon ligger 112 meter över havet. Arean är 1,1 kvadratkilometer. Den sträcker sig 1,3 kilometer i nord-sydlig riktning, och 2,5 kilometer i öst-västlig riktning.